# Eleutherodactylus portoricensis
Eleutherodactylus portoricensis är en groddjursart som beskrevs av Schmidt 1927. Eleutherodactylus portoricensis ingår i släktet Eleutherodactylus och familjen Eleutherodactylidae. IUCN kategoriserar arten globalt som starkt hotad. Inga underarter finns listade i Catalogue of Life.